# Zuid-Middelbert
Zuid-Middelbert is een voormalig waterschap in de Nederlandse provincie Groningen.
Het schap lag ten oosten van Groningen. De noordgrens lag op het kerkenpad van de Middelberter kerk, de oostgrens langs de Borgsloot, de zuidgrens langs de Olgerweg en de westgrens bij de huidige A7. De molen sloeg uit op de Borgsloot.
Waterstaatkundig gezien ligt het gebied, dat ten oosten van Middelberterweg bijna geheel uit bos bestaat, sinds 2000 binnen dat van het waterschap Hunze en Aa's.